# Sloan MacKenzie
Sloan MacKenzie (Halifax, 16 de mayo de 2002) es una deportista canadiense que compite en piragüismo en la modalidad de aguas tranquilas.
Participó en los Juegos Olímpicos de París 2024, obteniendo una medalla de bronce en la prueba de C2 500 m.
Ganó tres medallas en el Campeonato Mundial de Piragüismo, en los años 2022 y 2023, y una medalla de oro en los Juegos Panamericanos de 2023.

## Palmarés internacional
| Juegos Olímpicos     | Juegos Olímpicos     | Juegos Olímpicos  | Juegos Olímpicos |
| Año                  | Lugar                | Medalla           | Competición      |
| -------------------- | -------------------- | ----------------- | ---------------- |
| 2024                 | París (Francia)      | Medalla de bronce | C2 500 m         |
| Campeonato Mundial   |                      |                   |                  |
| Año                  | Lugar                | Medalla           | Competición      |
| 2022                 | Halifax (Canadá)     | Medalla de oro    | C4 500 m         |
| 2023                 | Duisburgo (Alemania) | Medalla de bronce | C2 500 m         |
| 2023                 | Duisburgo (Alemania) | Medalla de bronce | C4 500 m         |
| Juegos Panamericanos |                      |                   |                  |
| Año                  | Lugar                | Medalla           | Competición      |
| 2023                 | Santiago (Chile)     | Medalla de oro    | C2 500 m         |